# Coleophora ignotella
Coleophora ignotella é uma espécie de mariposa do gênero Coleophora pertencente à família Coleophoridae.